# Stefan George (Politiker)
Stefan George, in amtlichen Dokumenten auch Stefan George I., (* 19. März 1806 in Ruplingen; † 31. Oktober 1888 in Büdesheim) war ein deutscher Gutsbesitzer sowie großherzoglich hessischer Politiker und Abgeordneter der 2. Kammer der Landstände des Großherzogtums Hessen.
Stefan George war der Sohn des Gutsbesitzers Jakob George (1774–1833) und dessen Ehefrau Susanna George geborene Schneider. George, der römisch-katholischer Konfession war, war Gutsbesitzer in Büdesheim und heiratete am 19. März 1831 Magdalena geborene Ostern.
Von 1837 bis 1865 war er Bürgermeister von Büdesheim. Von 1851 bis 1853, von 1856 bis 1862, von 1865 bis 1875 und zuletzt von 1878 bis 1879 gehörte er der Zweiten Kammer der Landstände an. Er wurde für den Wahlbezirk Bingen-Stadt, Bingen-Land und Ober-Ingelheim-Gau-Algesheim gewählt.
Er war der Großonkel und Taufpate des gleichnamigen Dichters Stefan George.